# Wywar

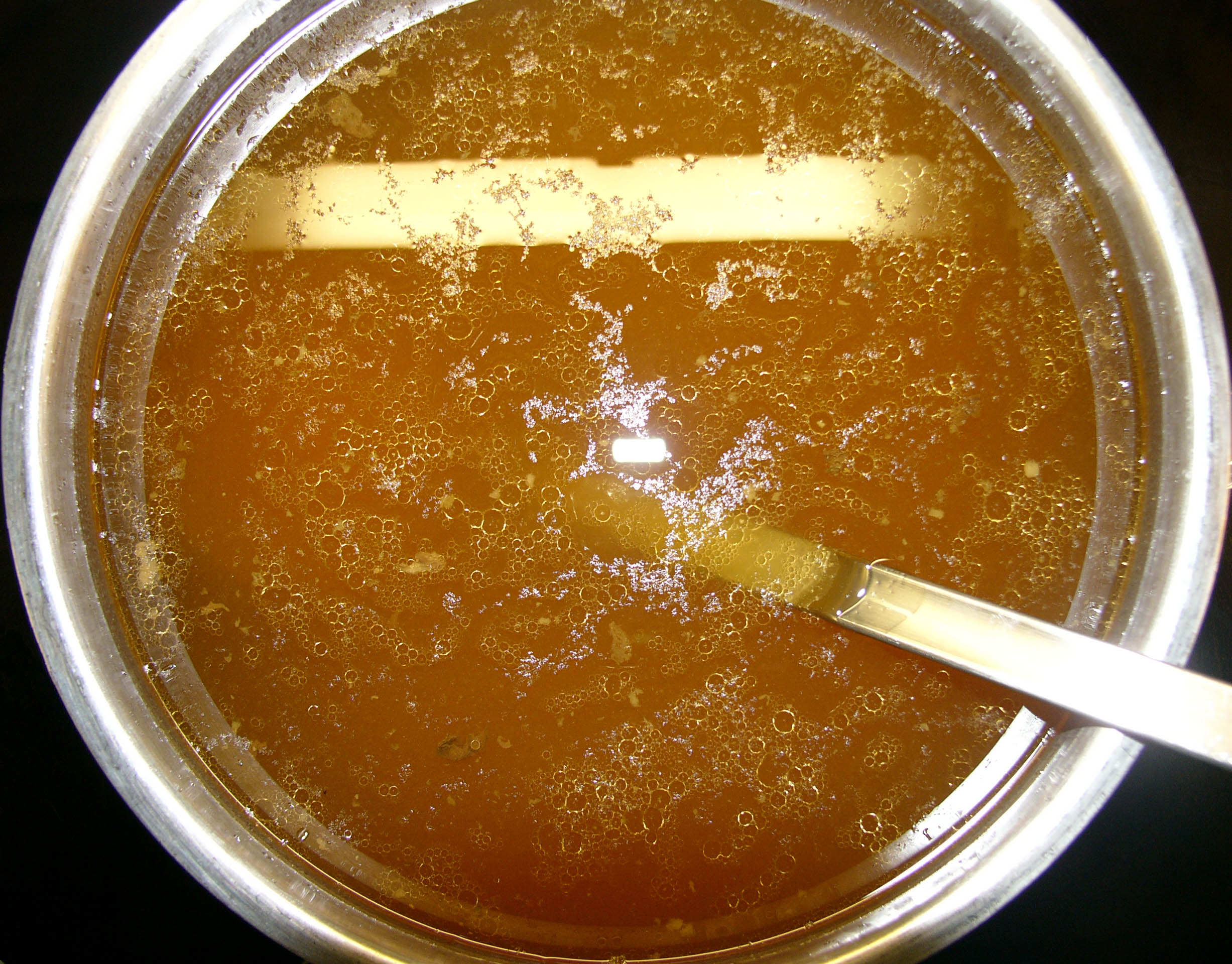
Wywar

Wywar – płyn otrzymany przez gotowanie w wodzie składników pochodzenia roślinnego lub zwierzęcego (mięso, kości). W kuchni wywary stosuje się głównie jako bazę do zup. Używa się wywarów mięsnych (z mięsa i kości z dodatkiem warzyw i przypraw), rybnych, warzywnych i grzybowych.  
W ziołolecznictwie wywar (zwany też odwarem lub, z łac., decoctum) otrzymuje się przez gotowanie rozdrobnionego surowca zielarskiego